# Chabrac
Chabrac é uma comuna francesa na região administrativa da Nova Aquitânia, no departamento de Charente. Estende-se por uma área de 22,40 km². Em 2010 a comuna tinha 596 habitantes (densidade: 26,6 hab./km²).